# Hozain
Der Hozain ist ein Fluss in Frankreich, der im Département Aube in der Region Grand Est verläuft. Er entspringt im Gemeindegebiet von Lantages, entwässert generell in nordwestlicher Richtung und mündet nach rund 25 Kilometern knapp südöstlich von Troyes, beim Ortsteil Villepart, im Gemeindegebiet von Bréviandes, als linker Nebenfluss in die Seine.

## Orte am Fluss
- Rumilly-lès-Vaudes
- Saint-Thibault
- Isle-Aumont
- Buchères
- Bréviandes